# InfoKomputer
InfoKomputer – dawny indonezyjski magazyn komputerowy, będący pierwszym tego rodzaju czasopismem w kraju. Został zapoczątkowany w 1985 r. pod nazwą Sistem dan Komputer, a dwa lata później zmienił nazwę na InfoKomputer.
Na łamach czasopisma poruszano różne zagadnienia z branży komputerowej, publikowano m.in. wyniki testów podzespołów i oprogramowania oraz wskazówki i poradniki. Do poszczególnych numerów dołączano dodatek w postaci płyty DVD z aplikacjami i treścią interaktywną. Od 2008 r. na nośniku udostępniano wydania autorskiego programu antywirusowego.
Jego ostatni drukowany numer ukazał się w marcu 2020 roku. Czasopismo przekształciło się w serwis internetowy należący do GRID Network (część grupy Kompas Gramedia). 
Miesięczny nakład magazynu wynosił ponad 50 tys. egzemplarzy.